# دشک
دشک تلفظ عامیانه زیر انداز پشمی یا تشک
دشک و نهالی و بستر و فراش. ( ناظم الاطباء ). و رجوع به تشک شود
پیسه به معنی هرچیز دورنگ و نهال و نهالی و نهالین به معنی بستر است تشک نهالی یعنی دشکی که بهر بستر است دشک و تشک نیز پارسی است و پیش از انکه ترکان به ایران ایند این واژه به عربی رفته اما نهالین که ریشه اش از هلیدن و نهادن است همچون بستر که از گستردن است به بستر گویند
هر پیسه گمان مبر نهالی
باشد که پلنگ خفته باشد

## دهخدا
دشک تلفظی از تشک در تداول عامه تشک توشک برخوابه شادگونه نهالی پنبه یا پشم آکندی که خواب بر وی ( کنند (یادداشت مرحوم دهخدا) :دشک و بالش و درون مبلها همه از هوا پر شده بود (سایه روشن صادق هدایت ص 14.|)
دشک یا تشک، روستایی از توابع بخش مرکزی شهرستان جهرم در استان فارس ایران است.

## جمعیت
این روستا در دهستان کوهک قرار دارد و براساس سرشماری مرکز آمار ایران در سال ۱۳۹۵، جمعیت آن ۲۳۳ نفر (۵۱ خانوار) بوده‌است.